# Coelho Neto
Pour les articles homonymes, voir Coelho et Neto.
Coelho Neto est une municipalité brésilienne située dans l'État du Maranhão.